# 台湾の国道

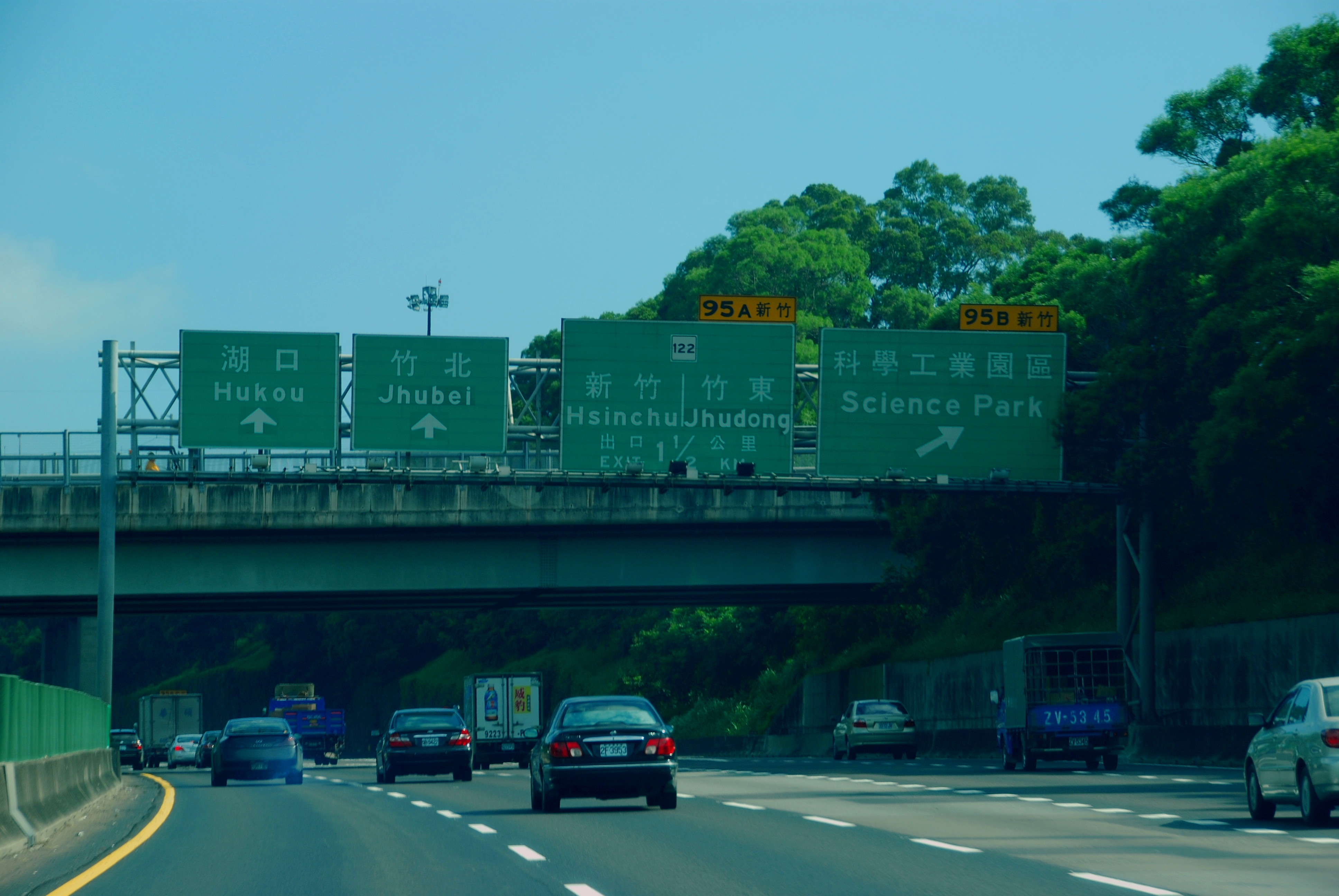
中山高速公路（高速道路）

台湾の国道（たいわんのこくどう）では、中華民国（台湾）が国として管理している道路について記述する。
台湾において厳密に「国道」と呼称される道路は、交通部国道高速公路局管理の「国道」（高速公路とも呼ばれる）である。ただし「国が管理する道路」という意味での“国道”には、交通部公路総局管理の「省道」が含まれる。

## 「国道」と「省道」の違い
「国道」の「国」は文字通り中華民国を指し、「省道」の「省」は台湾省を指す。台湾における省の概念については台湾省の項に詳しいが、概説すると、本来「台湾省」は中華民国の下に位置する一地方行政機関であるが、現在中華民国では「省」が名目上のみの存在となっており、省の実質的な機能は国に移管されている。そのため、部署こそ違うものの「国道」と「省道」は共に国が管理しており、日本語で言う「国が管理する道路」という意味での“国道”には「省道」が含まれることになるのである。

ちなみに、省道の下には、各地方自治体が管理する県道や市道、郷道、区道が存在するが、省道であっても高速公路局（「国道」の管理機関）が管理する区間があったり、県道であっても公路総局（国の機関）が管理する区間があるなどするため、名称と管理区分は厳密に一致しているというわけではない。
- 国道（高速公路）

台湾を縦断・横断する基幹路線の高速道路であり、日本の高速自動車国道に近い。一般的には「高速公路」の名で称され、これは日本語での「〜自動車道」のような一般名称と同じものと言える。英語表記は“Freeway”。おおむね有料（一部無料区間）である。
- 省道・快速公路

主要都市間を結ぶ「省道」は日本における一般国道に近い。ただし省道の中にも高速道路と呼べる道路が存在し、こちらは「高速公路」に対して「快速公路」の名称がある（料金は無料）。日本にも、一般道以上の最高時速が設定されている一般国道の自動車専用道路などがあるが、快速公路はこれと同様と言える。英語名称は一般省道が“Provincial Highway”、快速公路が“Expressway”。

日本語で俗に“国道”と言うと「高速道路ではない一般国道」を指すことが多いが、この意味での“国道”は台湾では「快速公路ではない一般省道」にあたると言える。

高速公路（国道）の標識の例。
快速公路（省道快速公路）の標識の例。
高速道路ではない省道（一般省道）標識の例。

## 各路線の詳細
- 台湾の「国道」（高速公路）については台湾の高速道路の項を参照されたい。なおこの項は国道以外の高速道路全体（快速公路など）を含んでいる。

- 日本語の「一般国道」の概念に近い「台湾省道」については台湾省道の項を参照のこと。こちらの項には前述の快速公路を含む省道全体について記述されている。